# محمد بانکی
محمد بانکی (زادهٔ ۱ اردیبهشت ۱۳۲۳) تهیه‌کننده، کارگردان و عکاس سینمای ایران است.

## زندگی‌نامه
محمد بانکی در سال ۱۳۲۳ در شهر اصفهان زاده شد. وی دارای مدرک تحصیلی دیپلم است. شروع فعالیت هنری او در سال ۱۳۴۰ با حرفه عکاسی آغاز شد.

## کارگردان
- ۲ دوست (۱۳۹۳)
- تو و من (۱۳۹۰)
- دو خواهر (۱۳۸۷)

## برنامه‌ریز
- تهاجم (۱۳۷۵)
- حمله خرچنگ‌ها (۱۳۷۱)
- حسنک (۱۳۷۰)

## گروه کارگردانی
- دختر میلیونر (۱۳۸۵)

## مدیر روابط عمومی
- شاهین طلایی (۱۳۷۲)
- حمله خرچنگ‌ها (۱۳۷۱)

## بازیگر
- علف‌های هرز (قدرت‌الله صلح میرزایی، ۱۳۷۷)
- تهاجم (قدرت‌الله صلح میرزایی، ۱۳۷۵)
- حامی (قدرت‌الله صلح میرزایی، ۱۳۷۳)
- مرد کوچک (قدرت‌الله صلح میرزایی، ۱۳۷۳)
- شاهین طلایی (قدرت‌الله صلح میرزایی، ۱۳۷۲)
- حمله خرچنگ‌ها (پرویز تأییدی، ۱۳۷۱)
- کمینگاه (سیروس تسلیمی، ۱۳۶۶)
- راهی به سوی خدا (جلال مهربان، ۱۳۵۸)
- زن (یوسف ایروانی، ۱۳۵۶)
- سکوت بزرگ (محمود کوشان، ۱۳۵۶)
- طغیانگر (۱۳۵۶) (محمود کوشان، ۱۳۵۶)
- فریاد عشق (حسین قاسمی وند، ۱۳۵۶)
- سیاه بخت (عباس کسایی، ۱۳۵۵)
- مادر دوستت دارم (داریوش کوشان، ۱۳۵۴)
- مرد ناآرام (سیروس قهرمانی، ۱۳۵۴)
- مرغ همسایه (محمد کوشان، ۱۳۵۳)
- زنجیری (خسرو یحیایی، ۱۳۵۲)
- غریب (غلامرضا سرکوب، ۱۳۵۲)
- گریز از مرگ (ناصر محمدی، ۱۳۵۲)
- ضعیفه (ناصر رفعت، ۱۳۵۱)
- بارگاه شیطان (منوچهر قاسمی، ۱۳۴۹)

## تهیه‌کننده
- دختر میلیونر (۱۳۸۵)
- علف‌های هرز (۱۳۷۷)
- تهاجم (۱۳۷۵)
- حامی (۱۳۷۳)
- مرد کوچک (۱۳۷۳)
- شاهین طلایی (۱۳۷۲)
- حمله خرچنگ‌ها (۱۳۷۱)
- حسنک (۱۳۷۰)
- آخرین مهلت (۱۳۶۸)
- کمینگاه (۱۳۶۶)

## مدیر تولید
- تهاجم (۱۳۷۵)
- شاهین طلایی (۱۳۷۲)
- حسنک (۱۳۷۰)
- کمینگاه (۱۳۶۶)
- سمندر (۱۳۶۴)

## امور مالی
- حمله خرچنگ‌ها (۱۳۷۱)

## عکاس
- پرستش (۱۳۵۷)
- سرخپوست‌ها (۱۳۵۷)
- سرنوشت سازان (۱۳۵۷)
- مشت مرد (۱۳۵۷)
- نفس گیر (۱۳۵۷)
- زن (۱۳۵۶)
- سکوت بزرگ (۱۳۵۶)
- سلام تهران (۱۳۵۶)
- طغیانگر (۱۳۵۶)
- فریاد عشق (۱۳۵۶)
- کوچ (۱۳۵۶)
- هزار بار مردن (۱۳۵۶)
- واسطه‌ها (۱۳۵۶)
- با هم ولی تنها (۱۳۵۵)
- پسرک (۱۳۵۵)
- تنها حامی (۱۳۵۵)
- راز (۱۳۵۵)
- شادی‌های زندگی (۱۳۵۵)
- گل خشخاش (۱۳۵۵)
- مادر جونم عاشق شده (۱۳۵۵)
- پاشنه طلا (۱۳۵۴)
- شبگرد (۱۳۵۴)
- آقا رضای گل (۱۳۵۳)
- دکتر و رقاصه (۱۳۵۳)
- کوثر (۱۳۵۳)
- مرغ همسایه (۱۳۵۳)
- مسافر (۱۳۵۳)
- نبرد عقاب‌ها (۱۳۵۳)
- اکبر دیلماج (۱۳۵۲)
- زنجیری (۱۳۵۲)
- شرور (۱۳۵۲)
- صخره سیاه (۱۳۵۲)
- محبوب بچه‌ها (۱۳۵۲)
- خردجال (۱۳۵۱)
- فتانه (۱۳۵۱)
- قمار زندگی (۱۳۵۱)
- مرد اجاره‌ای (۱۳۵۱)
- رضا چلچله (۱۳۵۰)